# 香港签证政策
香港簽證政策是香港政府決定並未擁有香港居留權或香港入境權的人士能否進入香港的政策。任何未擁有居留權和入境權的人士，尋求在香港工作、學習或居住，又或以訪客身份旅行但不符合豁免條件，均須申請香港簽證／進入許可（英語：Hong Kong Visas/ Entry Permits）。
根据《香港基本法》的规定，香港政府对香港的入境事务享有独立管辖权，特区政府可以對世界各國或各地區的人入境、逗留和離境實行出入境管制，亦可以与其他国家和地区独立签订入境协议。香港對旅客實行寛鬆的入境政策，只有48個國家人士則需於訪港前申請簽證。
自2021年12月28日起香港入境事務處實施「電子簽證（e-Visa）」安排，除透過中華人民共和國駐外國使領館處和由香港駐北京辦事處或香港駐上海經貿辦入境事務組簽發的簽證/進入許可外，需要簽證進入香港的人士都將在申請獲批後取得带有二維碼的可攜式文件格式的電子簽證。

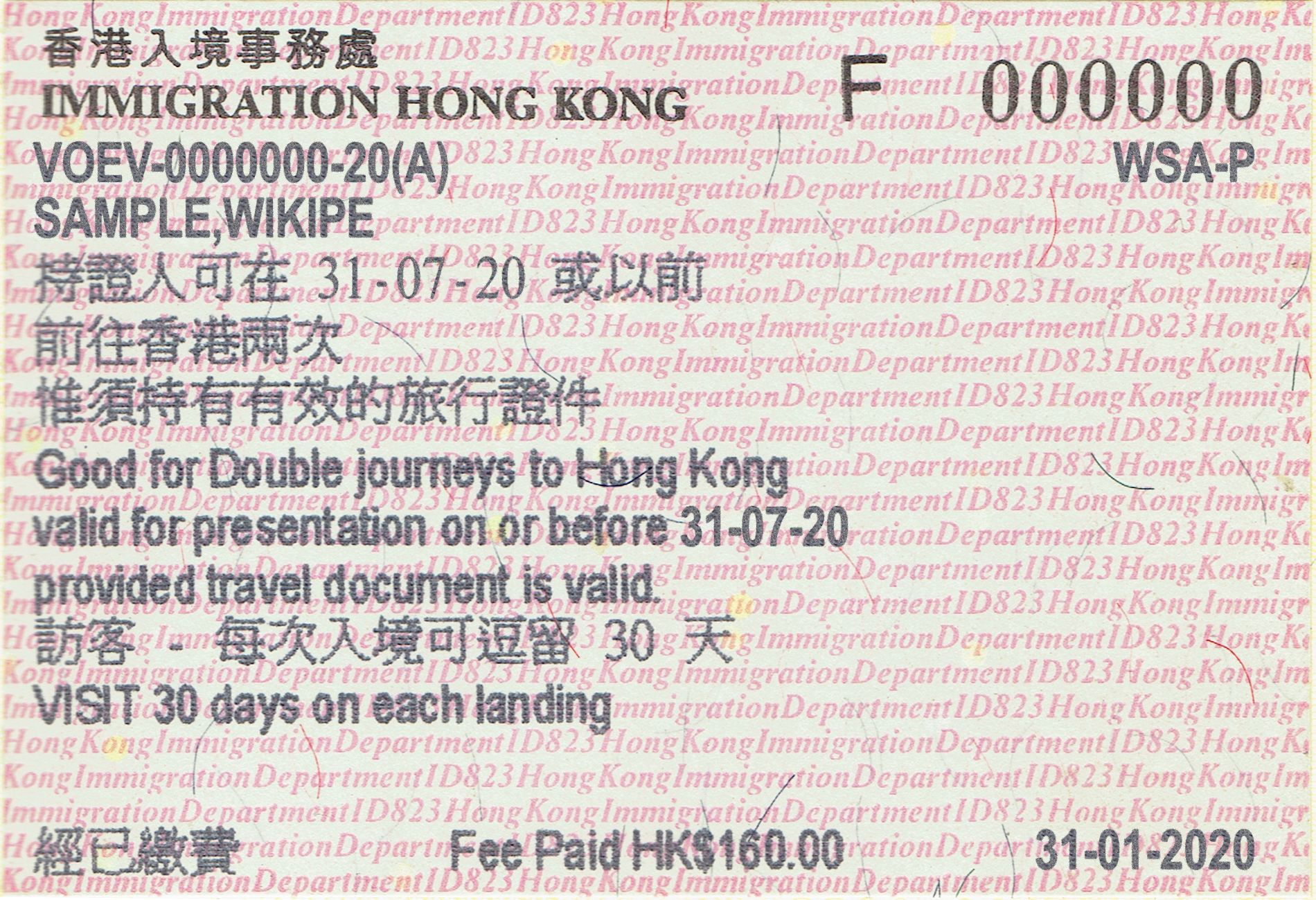
香港簽證
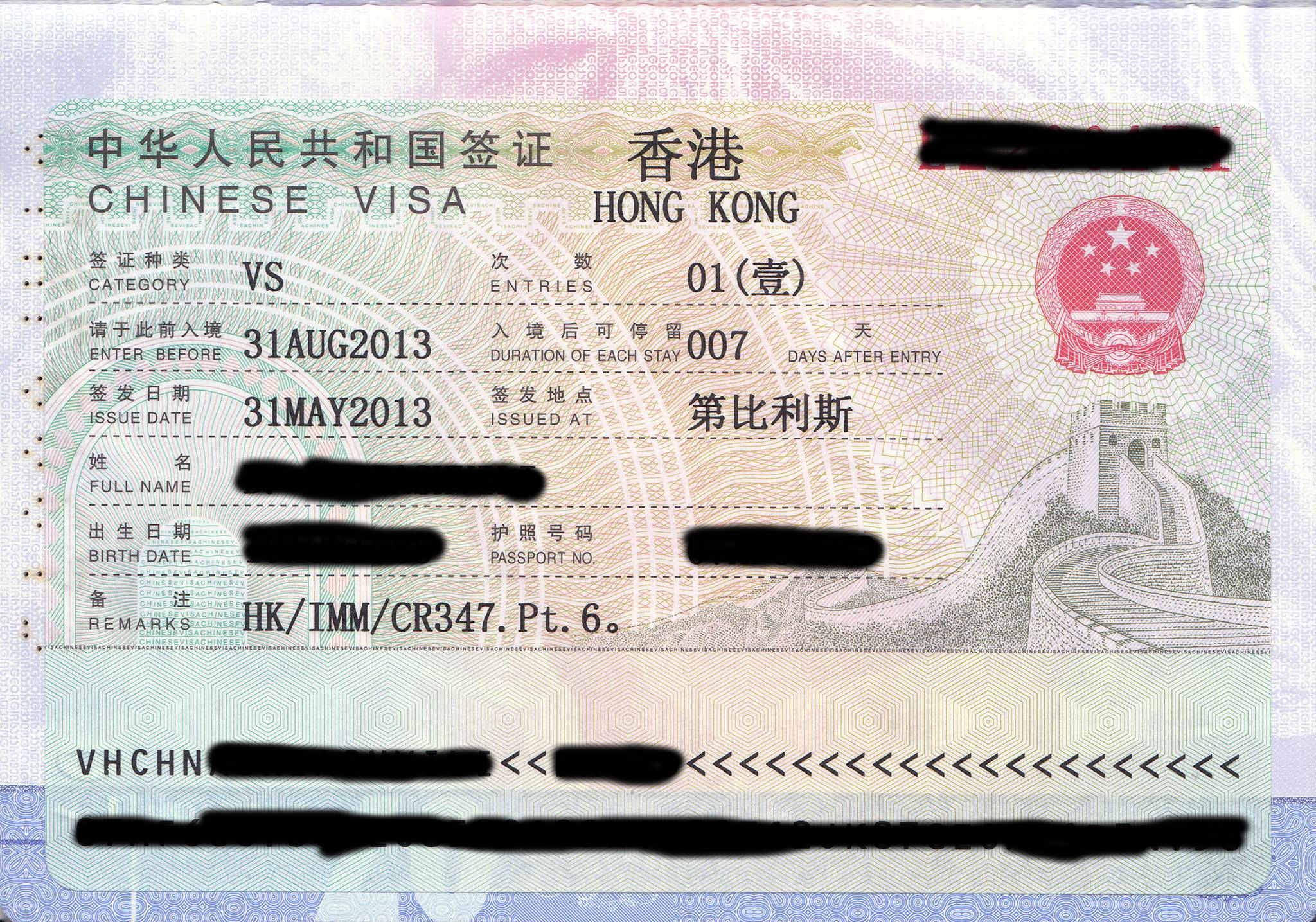
中华人民共和国簽證（香港特区）
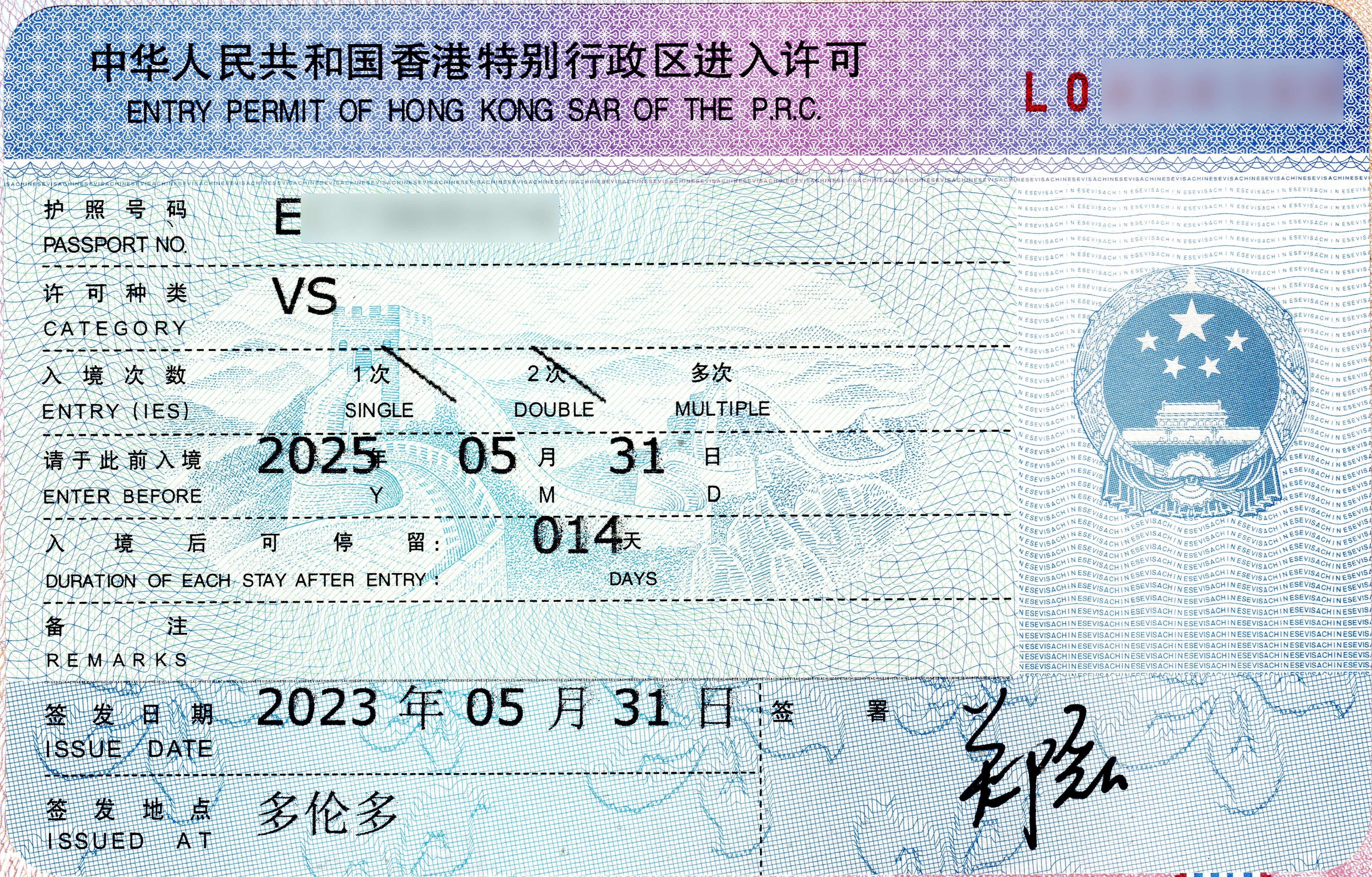
中华人民共和国香港特别行政区进入许可

## 簽證政策地图

香港簽證政策
香港
可凭往来港澳通行证或護照入境 - 視情況而定
預辦入境登記 / 凭台湾居民来往大陆通行证 - 30天
免簽證 - 180天
免簽證 - 90天
免簽證 - 30天
免簽證 - 14天（印度國民須先於網上預辦入境登記）
免簽證 - 7天
需預先申請簽證

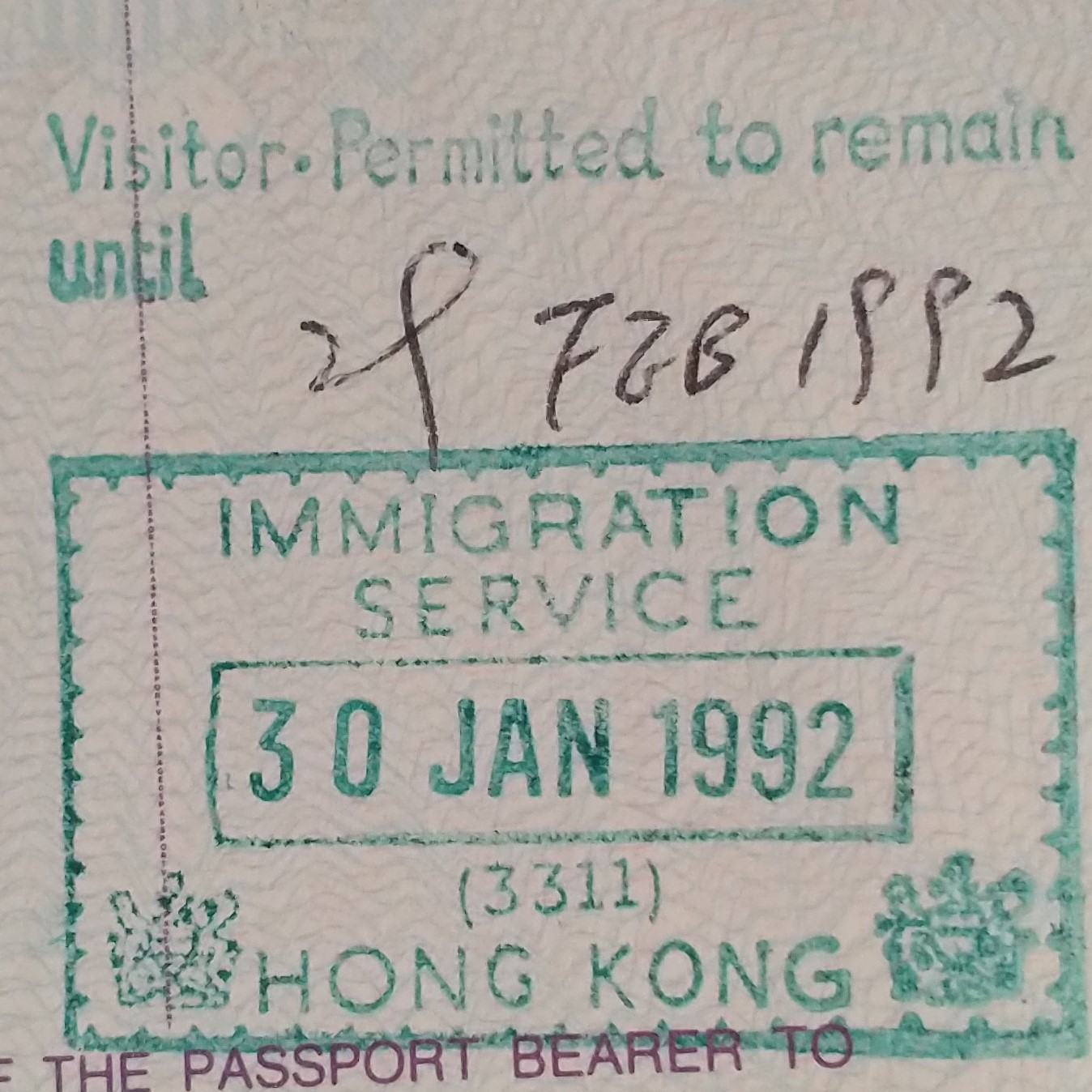
1992年的香港入境印章，已停用
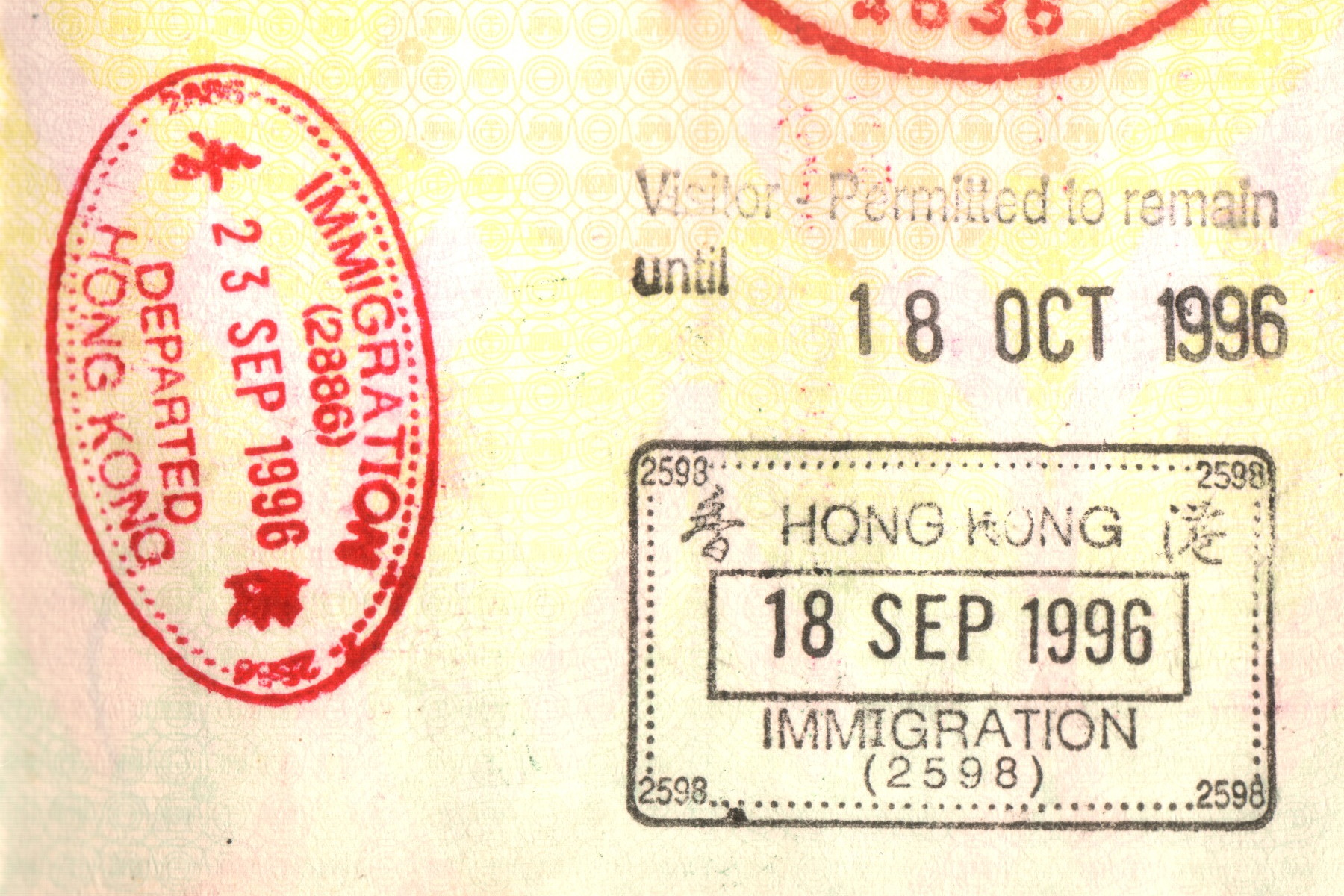
1996年的香港入出境印章，已停用
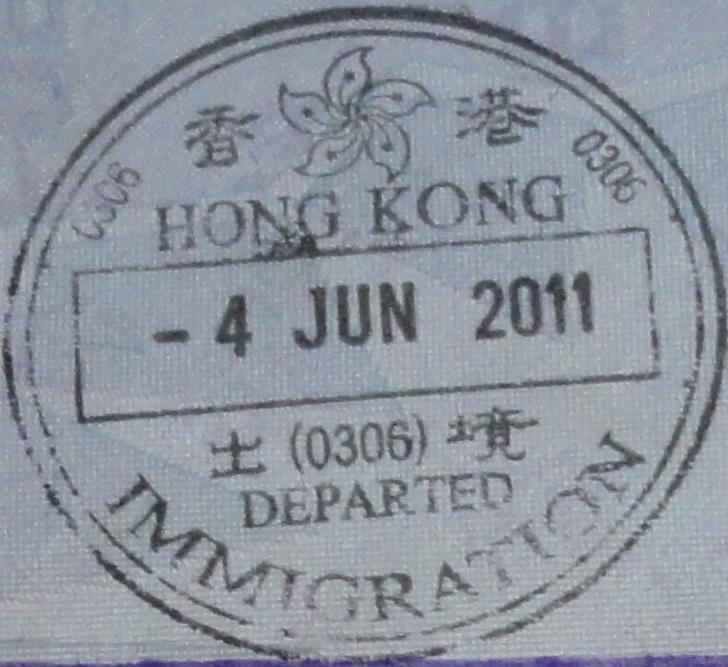
2011年香港出境印章，已停用
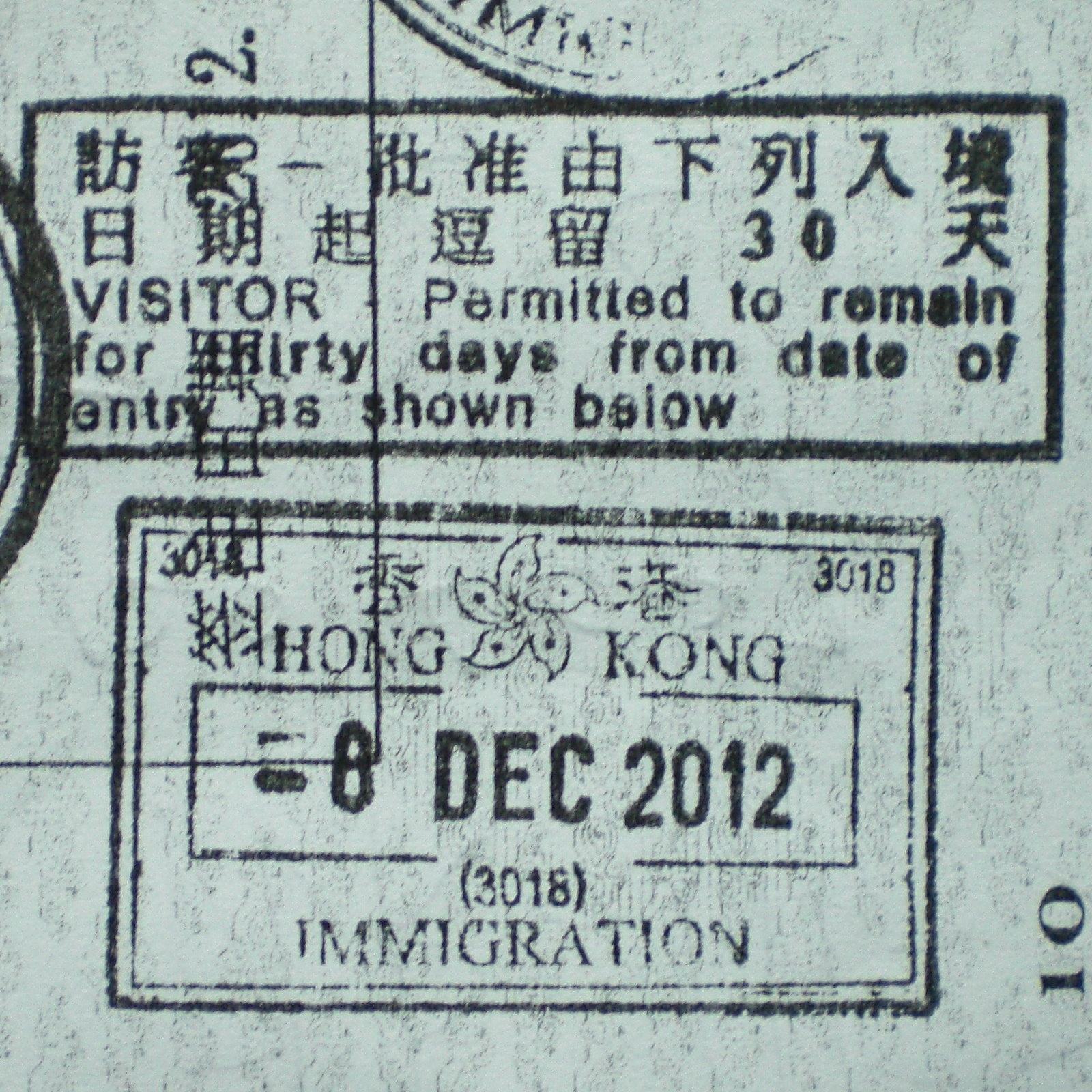
2012年香港訪客入境印章，已停用
現行之香港入境標籤（訪客）

## 无条件逗留

### 法定權利
擁有香港居留權或香港入境權的人士憑藉下列任何一种证件，不論來港目的為何，可无须申请签证或进入许可赴港逗留：
- 香港永久性居民身份證
- 香港居民身份證並載有“R”符號標記[3]
- 香港特别行政区护照
- 回港證（仅限由中国内地或澳門返回香港的人士使用）
- 香港海员身份证
- 香港簽證身份書（所提供的身份书需仍然有效或持证人在香港的居留期限仍未期满）
- 印有下列其中一个签注的其他证件：「持證人證實有資格領取香港永久性居民身份證。」或「本旅行证件持有人有香港入境權。（香港法例第115章，入境条例第2AAA条）」，或附有香港特別行政區居留權證明書

曾可以使用的證件：
- 英國國民（海外）護照[註 1]（自2021年1月31日起不再获香港特别行政区政府承认，但並不影響英國國民（海外）在香港的入境身份。[4]）
- 香港身份證明書（已于2007年6月30日全部失效）

### 行政措施
任何人士在香港居留七年後，可申請「無條件限制逗留」，因主權移交而被剝奪香港入境權的英國國民亦獲准無條件逗留。但該項政策目前暫只向資本投資者入境計劃投資者提供新申請表格。作為一項行政措施，獲給予無條件限制逗留身分的人士，在每次離港不超過12個月的情況下，可以入境香港且在香港無條件限制逗留。有關人士可以憑藉下列任何一种证件進入香港：
- 香港居民身份證並載有“*”、“***”或“U”符號標記[3]
- 回港證（仅限由中国内地或澳門返回香港的人士使用）
- 香港海員身份證
- 有效香港簽證身份書
- 附有下列其中一个標籤/蓋印的旅行證件或文件：「以往規定的逗留條件現告撤銷」

## 免簽證

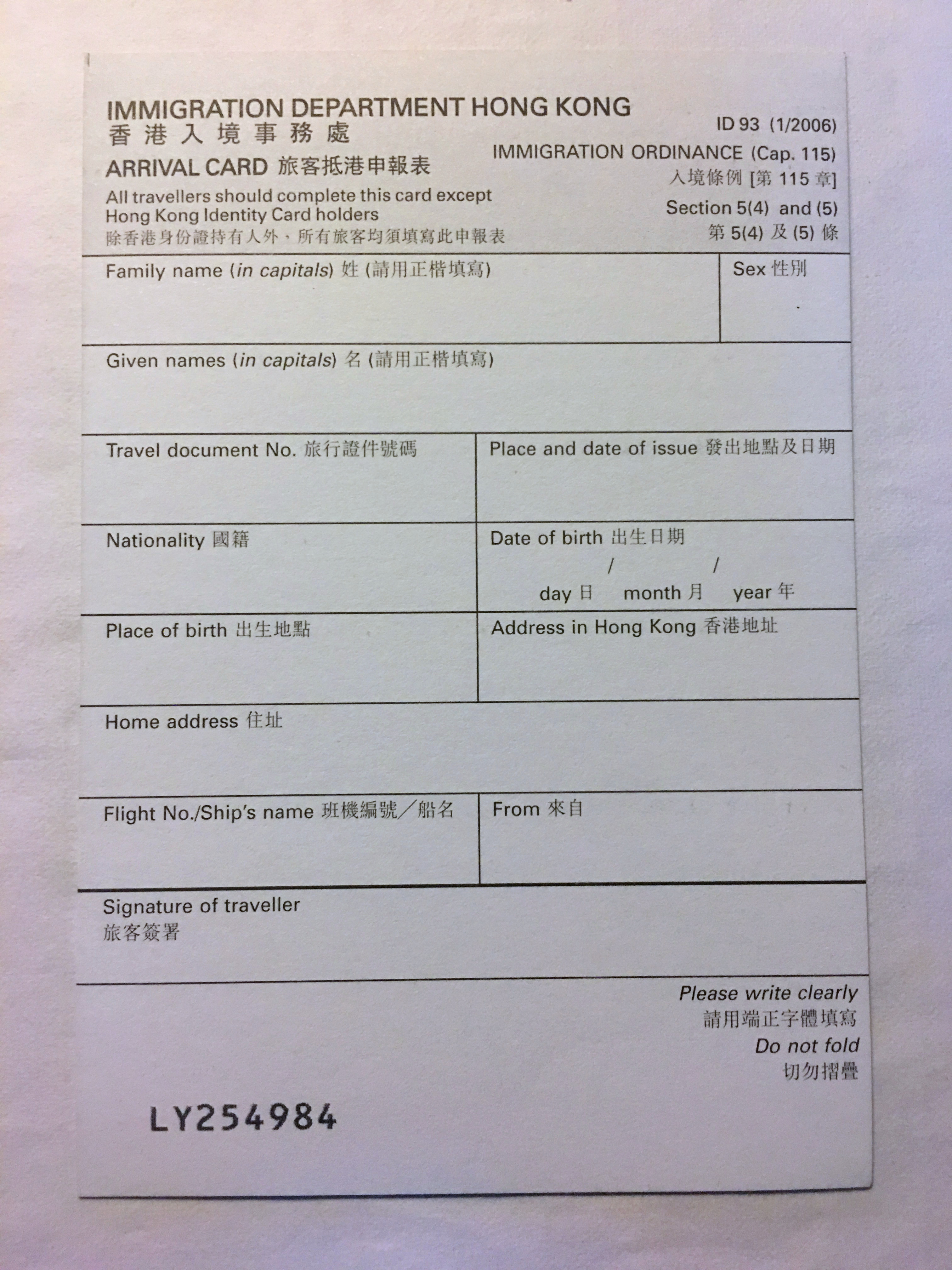
香港入境卡(已于2024年10月16日停用)

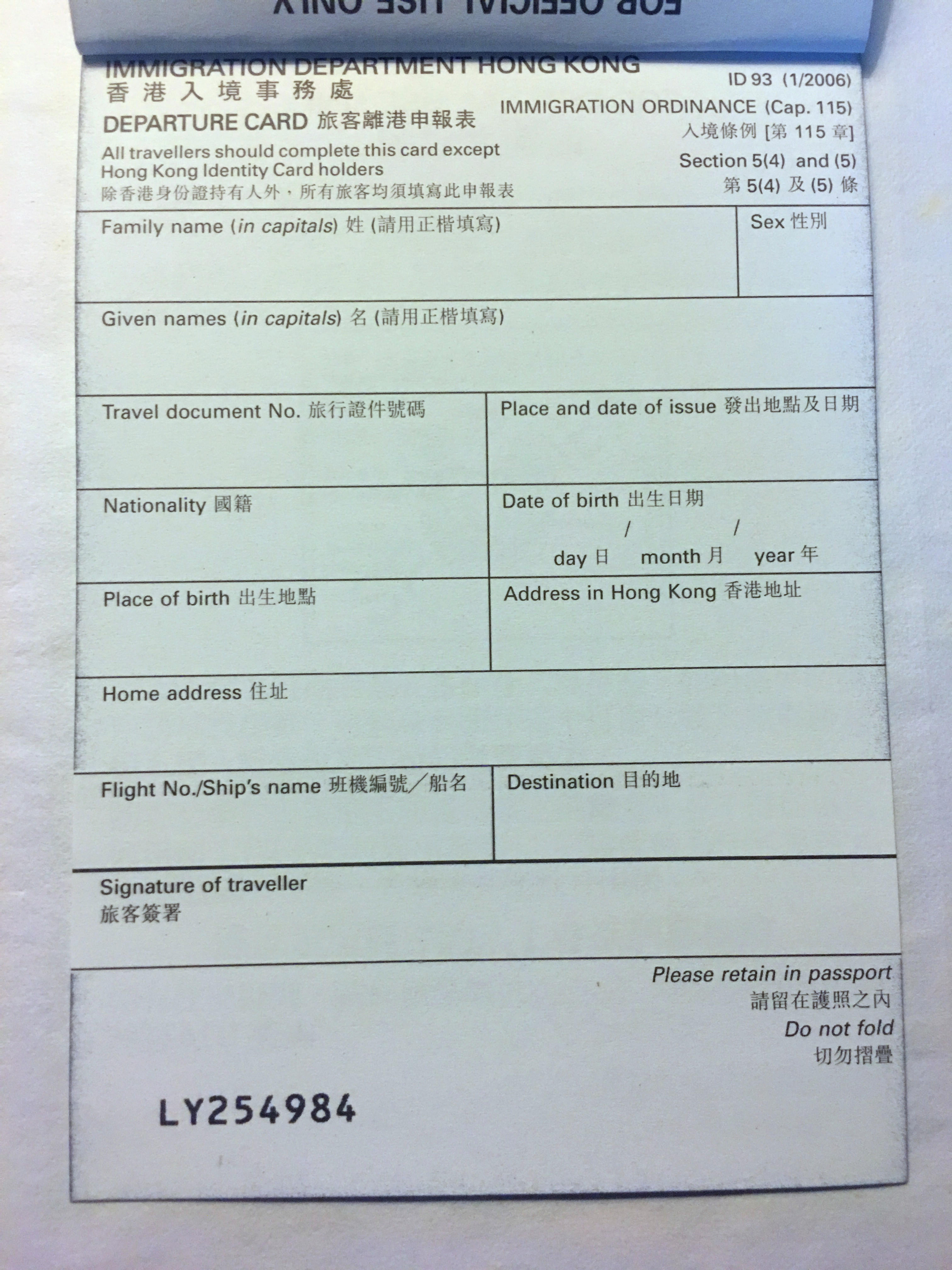
香港出境卡(已于2024年10月16日停用)

### 普通护照持有人免簽證
部分国家或地区的人士持有普通護照赴港短期逗留，可免予申请签证。

#### 7日
- 东帝汶[7]
- 中国大陆（過境）
- 澳門 （過境）
- 所有並未列入免簽證和需要簽證類別的國家的國民來港旅遊[8]

#### 14日
- 阿尔巴尼亚（生物特徵護照）
- 阿尔及利亚
- 白俄羅斯
- 不丹
- 布吉納法索
- 赤道几内亚
- 加彭
- 几内亚
- 海地
- 印度（须於網上預辦入境登記[9]）
- 賴索托
- 马达加斯加
- 马绍尔群岛
- 毛里塔尼亚
- 密克羅尼西亞聯邦
- 蒙古国
- 蒙特內哥羅
- 莫桑比克
- 尼日尔
- 北馬其頓
- 帛琉
- 菲律賓
- 俄羅斯
- 聖多美和普林西比
- 塞爾維亞
- 苏里南
- 乌克兰
- 梵蒂冈

#### 30日
- 亞美尼亞
- 巴林
- 玻利维亚
- 薩爾瓦多
- 印度尼西亞
- 约旦
- 科威特
- 摩洛哥
- 阿曼
- 巴拿马
- 巴拉圭
- 秘魯
- 臺灣（限有戶籍國民，须於網上預辦入境登記）
- 萨摩亚
- 沙烏地阿拉伯
- 南非
- 泰國
- 突尼西亞
- 乌干达
- 阿联酋

#### 90日
- 欧洲联盟/歐洲自由貿易聯盟公民
- 安道尔
- 安地卡及巴布達
- 阿根廷
- 巴哈马
- 巴西
- 加拿大
- 智利
- 哥伦比亚
- 多米尼克
- 埃及
- 斐济
- 格瑞那達
- 以色列
- 牙买加
- 日本
- 基里巴斯
- 马拉维
- 马来西亚
- 馬爾地夫
- 模里西斯
- 墨西哥
- 摩納哥
- 纳米比亚
- 瑙鲁
- 新西兰
- 圣马力诺
- 塞舌尔
- 新加坡
- 圣基茨和尼维斯
- 圣卢西亚
- 坦桑尼亚
- 千里達及托巴哥
- 土耳其
- 乌拉圭（根據法令第289/90號所簽發的護照除外）
- 英国（英國海外領土公民、英國海外公民、英籍人士及受英國保護人士）
- 美国
- 委內瑞拉
- 尚比亞
- 辛巴威

#### 180日
- 英国（只限英國公民）

### 外交或公务护照持有人免簽證
部分普通护照不免签的国家或地区的人士持外交或公务护照赴港短期逗留，可免予申请签证，停留期限均为14天：
- 安哥拉
- 亞美尼亞
- 柬埔寨
- 喀麦隆
- 刚果共和国
- 衣索比亞
- 摩尔多瓦
- 緬甸
- 斯里蘭卡
- 多哥
- 越南

以下國家的人士持外交或公務護照可免簽證訪港逗留不超過30天：
- 巴基斯坦

### 亞太經合組織商務旅遊證（APEC 卡)
下列國家國民持卡片背面欄位標有「HKG」字樣的亞太經合組織商務旅遊證及有效護照，可以以商务旅游的名义入境或過境香港，为期60天：
| - 智利 - 印度尼西亞 - 日本 - 马来西亚 - 墨西哥 | - 新西兰 - 秘魯 - 菲律賓 - 俄羅斯 - 新加坡 - 泰國 - 越南 |  |

注：中国大陆、台灣虽然是该计划的参与者，但两地居民并不能使用APEC商务旅行卡入境香港。中国内地居民需办理往来港澳通行证或使用中华人民共和国护照才能进入香港；台灣華籍居民需在網上預辦入境登記並列印和連同中華民國護照出示，或憑有效台灣居民來往大陸通行證才能入境香港。

## 需要簽證

### 訪問需要簽證
儘管有以上免簽證安排，以下旅行證件持有人如需來港逗留，需要提前申請簽證（過境及逗留在機場禁區可免簽）：
- 美国外交護照[註 2]
- 梵蒂冈公務護照
- 所有「無國籍」的旅遊證件持有人
- 根據法令第289/90號所簽發的 乌拉圭護照
- 臨時護照
- 政府簽發的簽證身份書（西班牙語：Documento de Identidad Y Viaje）
- 阿尔巴尼亚護照（非生物特徵護照）
- 秘魯特別護照（英語：Special Peruvian passports）
- 塞爾維亞護照（塞尔维亚身份协调局签发或非生物特徵護照）
- 護照（護照的national status上註爲'I-TUVALU'）
- 受保護人士護照

以下国家或地区的人士如需來港短期逗留，需要提前申请签证（过境及逗留在机场禁区可免签）：
| - 古巴 - 黎巴嫩 - 尼加拉瓜 - 巴勒斯坦 | - 塞内加尔 - 所罗门群岛 | - 1 - 柬埔寨1 - 1 - 1 - 摩尔多瓦1 | - 緬甸1 - 1 - 1 - 1 - 越南1 |

1 - 外交或公务护照持有人除外

### 過境及訪問需要簽證
以下国家或地区的人士，无论因任何理由赴港（包括过境及逗留在机场禁区）短期逗留，均需要提前申请签证：
| - 阿富汗 - 中非 - 刚果民主共和国 | - 伊朗 - 伊拉克 - 利比里亚 | - 利比亞 - 奈及利亞 - 卢旺达 | - 南蘇丹 - 苏丹 - 叙利亚 - 葉門 - 巴基斯坦1 | - 安哥拉2 - 2 - 2 - 喀麦隆2 - 2 | - 衣索比亞2 - 斯里蘭卡2 - 多哥2 - 刚果共和国2 - 尼泊尔2 |

1 - 外交或公务护照持有人可免签访港30天
2 - 外交或公务护照持有人可免签访港14天

## 对中国内地、澳门及台灣的出入境政策
对于中国内地、澳门及台灣的居民進入香港，则有特殊规定，详见下表：
| 地区             | 使用证件                                                            | 停留期 |
| ---------------- | ------------------------------------------------------------------- | --- |
| 中国大陆         | 往来港澳通行证（因私访港，需持有有效赴港签注，逗留簽注除外）        | 旅遊、商務目的下为7天，探親14-90天，人才簽注30天，其他14天（可申请延长停留期限，另有附带行程安排） |
| 中国大陆         | 往来港澳通行证（逗留签注）                                          | 單獨使用不可入境，逗留簽注只用於出入中國內地，必須出示入境處簽發的有效香港進入許可方可進入香港，停留期由香港進入許可決定，一般超過180天 |
| 中国大陆         | 因公往来香港澳门特别行政区通行证（因公访港，需持有有效赴港签注）    | 大部分情况下为30天（可申请延长停留期限，延长的天数一般不超过原有签注确定的在港澳的停留天数，且只可延期一次） |
| 中国大陆         | 前往港澳通行證（有每日签发配额限制）                                | 七年（可延長逗留期限） |
| 中国大陆         | 中华人民共和国护照                                                  | 7天（仅持护照过境，如目的地不是中國大陸或澳門需提供前往第三国/地区的機票或船票）/ - 同时持中华人民共和国香港特别行政区进入许可，一般停留期为14天或30天（进入许可仅限在澳门或海外长期居住的中国护照持有人办理，签发工作由驻澳公署或中華人民共和國駐外使領館處负责） - 同時持香港簽證/進入許可，視乎入境目的和與香港關係，訪客停留期一般介乎10天到90天（僅限海外居住滿一年的中國護照持有人和居於內地或海外的中國籍外國永久居民直接向香港入境處申請） - 盖有「本旅行證件持有人有香港入境權。（香港法例第115章，入境條例第2AAA條。）」，「以往規定的逗留條件現告撤銷」或「持證人獲准無條件入境」為無限期 |
| 中国大陆         | 往来台湾通行证                                                      | 7天（仅限过境，如非回台需提供機票或船票） |
| 中国大陆         | 深圳市過境耕作證                                                    | 限入境當日香港時間18點前返回广东省深圳市，且只准在耕作口出入境 |
| 中国大陆         | 中华人民共和国出入境通行证                                          | 7天（仅限過港漁工） |
| 澳門             | 澳门永久性居民身份证                                                | 180天 |
| 澳門             | 澳門居民往來香港特別行政區旅遊證                                    | 使用該證件通常需要出示澳門居民身份證。若澳門永久居民單獨使用該證件，並在沒有持香港簽證/進入許可或澳門永久性居民身份證的情況下，可能無法獲得180天停留期限。 - 180天（永久居民） - 30天（非永久性居民） - 若同時持香港簽證/進入許可，則根據香港簽證/進入許可而定。 |
| 澳門             | 中華人民共和國澳門特別行政區護照 中華人民共和國澳門特別行政區旅行證 | 7天（仅限过境，如目的地不是中國大陸或澳門需提供機票或船票） |
| 中華民國（臺灣） | 台灣居民來往大陸通行證                                              | 30天 |
| 中華民國（臺灣） | 中華民國護照（限有户籍国民）                                        | 30天（需预办入境登记） 自1997年香港主權移交以來，香港特區政府並不承認中華民國。香港入境处称其为「回台旅行證件」，並且不會在上面蓋印和貼簽。但在香港，實務中允許使用中華民國護照作為旅行證件和身份證明文件。 不入境转机者无需预办电子入境登记。 |
| 中華民國（臺灣） | 香港單次入境許可證（旅遊） 香港多次入境許可證（旅遊）               | 14天 |
| 中華民國（臺灣） | 香港單次入境許可證 香港多次入境許可證（橘金本）                     | 根據香港簽證/進入許可而定，停留期一般超過180天 |
| 中華民國（臺灣） | 無戶籍國民（持中华人民共和国旅行证）                                | 情况不一（需同时持进入许可） |

需要說明，香港特別行政區對往來港澳通行證、前往港澳通行證、因公往来香港澳门特别行政区通行证和深圳市過境耕作證及以上各類證件的簽注（如有）的發出均沒有審批權，其中雙程證、單程證和大通证的證件和簽注是由中华人民共和国出入境管理局决定和批出，因公證件和簽注是由国务院港澳办、地方外办和中国外交部驻港公署决定和批出，過境耕作證是由深圳市公安局簽發。此外，台灣居民來往大陸通行證是由中华人民共和国出入境管理局签发，但由香港入境處豁免入境許可。中华人民共和国香港特别行政区进入许可是由中国外交部所属机构审批。但香港入境處理論上有權拒絕任何沒有香港居留權或香港入境權的持以上有效證件和簽注的人士入境。

## 簽證類別
入境事務主任或入境事務助理員在持有香港簽證/進入許可的人士抵港時根據《入境條例》第11條給予他們在香港入境的准許。
| 身份         | 身份                 | 身份             | 簽證類型                                       | 簽發機構                                                                                     |
| ------------ | -------------------- | ---------------- | ---------------------------------------------- | -------------------------------------------------------------------------------------------- |
| 訪客         | 訪客                 | 訪客             | 旅遊／過境                                     | 香港入境事務處                                                                               |
| 訪客         | 訪客                 | 訪客             | 台灣來港旅遊入境許可證                         | 香港入境事務處                                                                               |
| 訪客         | 訪客                 | 訪客             | 中华人民共和国簽證（種類VS，注有香港）         | - 中華人民共和國駐外使領館處；或 - 中國外交部駐澳門特派員公署                                |
| 訪客         | 訪客                 | 訪客             | 中华人民共和国香港特别行政区进入许可           | - 中華人民共和國駐外使領館處；或 - 中國外交部駐澳門特派員公署                                |
| 非永久性居民 | 視為通常居住於香港   | 合法移民         | 單程證（對於沒有香港居留權人士給予的七年許可） | 中華人民共和國出入境管理局                                                                   |
| 非永久性居民 | 視為通常居住於香港   | 學生             | 學生簽證/進入許可                              | 香港入境事務處                                                                               |
| 非永久性居民 | 視為通常居住於香港   | 不可在港就業     | 受養人簽證/進入許可（主申請人爲非本地學生）    | 香港入境事務處                                                                               |
| 非永久性居民 | 視為通常居住於香港   | 雇傭工作         | 一般就業政策                                   | 香港入境事務處                                                                               |
| 非永久性居民 | 視為通常居住於香港   | 雇傭工作         | 受訓簽證/進入許可                              | 香港入境事務處                                                                               |
| 非永久性居民 | 視為通常居住於香港   | 雇傭工作         | 輸入內地人才計劃                               | 香港入境事務處                                                                               |
| 非永久性居民 | 視為通常居住於香港   | 雇傭工作         | 科技人才入境計劃                               | 香港入境事務處                                                                               |
| 非永久性居民 | 視為通常居住於香港   | 只受逗留期限限制 | 優秀人才入境計劃                               | 香港入境事務處                                                                               |
| 非永久性居民 | 視為通常居住於香港   | 只受逗留期限限制 | 非本地畢業生留港/回港就業安排                  | 香港入境事務處                                                                               |
| 非永久性居民 | 視為通常居住於香港   | 只受逗留期限限制 | 輸入中國籍香港永久性居民第二代計劃             | 香港入境事務處                                                                               |
| 非永久性居民 | 視為通常居住於香港   | 只受逗留期限限制 | 高端人才通行證計劃                             | 香港入境事務處                                                                               |
| 非永久性居民 | 視為通常居住於香港   | 只受逗留期限限制 | 受養人簽證/進入許可（主申請人可工作）          | 香港入境事務處                                                                               |
| 非永久性居民 | 視為通常居住於香港   | 特別逗留條件     | 資本投資者入境計劃                             | 香港入境事務處                                                                               |
| 非永久性居民 | 視為通常居住於香港   | 工作假期         | 工作假期簽證                                   | 香港入境事務處                                                                               |
| 非永久性居民 | 視為通常居住於香港   | 越南難民和船民   | 擴大本地收容計劃                               | 香港入境事務處                                                                               |
| 非永久性居民 | 視為通常居住於香港   | 無條件限制逗留   |                                                | 香港入境事務處                                                                               |
| 非永久性居民 | 不視為通常居住於香港 | 雇傭工作         | 外籍家庭傭工                                   | 香港入境事務處                                                                               |
| 非永久性居民 | 不視為通常居住於香港 | 雇傭工作         | 補充勞工計劃                                   | 香港入境事務處                                                                               |
| 非永久性居民 | 不視為通常居住於香港 | 中國內地公職人員 | 訂明的中央人民政府旅行證件持有人               | 香港入境事務處及/或： - 國務院港澳辦；或 - 中國地方政府外事辦；或 - 中國外交部駐港特派員公署 |
| 內地漁工     | 內地漁工             | 內地漁工         | 內地漁工進入許可                               | 香港入境事務處                                                                               |

## 工作假期簽證
以下國家年齡介乎18歲至30歲的並通常居住於國籍國的國民，其來港主要目的為度假，可申請香港工作假期簽證，如獲批可來港逗留不超過12個月：
| 國家                       | 名額 | 工作限制                                                | 進修或培訓限制              | 經濟證明          |
| -------------------------- | ---- | ------------------------------------------------------- | --------------------------- | ----------------- |
|                            | 5000 | 不得為同一僱主工作超過3個月                             | 每個課程為期不超過3個月     | 不少於港幣2萬元   |
| 奥地利                     | 100  | 累計工作期不得超過6個月                                 | 累計修業期不超過6個月       | 不少於港幣2萬元   |
| 加拿大                     | 200  | 不得為同一僱主工作超過3個月                             | 累計修業期不超過6個月       | 不少於港幣1.5萬元 |
| 法國                       | 750  | 不得為同一僱主工作超過6個月                             | 限一個課程，為期不超過6個月 | 不少於港幣2.5萬元 |
| 德国                       | 300  | 不得為同一僱主工作超過3個月                             | 限一個課程，為期不超過6個月 | 不少於港幣2萬元   |
| 匈牙利                     | 200  | 不得為同一僱主工作超過6個月                             | 限一個課程，為期不超過6個月 | 不少於港幣2.5萬元 |
| 愛爾蘭                     | 200  | 不得為同一僱主工作超過3個月                             | 不准許                      | 不少於港幣2萬元   |
| 義大利（計劃生效日期待定） | 500  | - 不得為同一僱主工作超過3個月 - 累計工作期不得超過6個月 | 累計修業期不超過6個月       | 待定              |
| 日本                       | 1500 | 不得為同一僱主工作超過6個月                             | 累計修業期不超過6個月       | 不少於港幣2萬元   |
|                            | 1000 | 不得為同一僱主工作超過6個月                             | 限一個課程，為期不超過6個月 | 不少於港幣2萬元   |
| 荷蘭                       | 100  | 不得為同一僱主工作超過6個月                             | 累計修業期不超過6個月       | 不少於港幣2萬元   |
| 新西兰                     | 400  | 不得為同一僱主工作超過3個月                             | 限一個課程，為期不超過3個月 | 不少於港幣1.4萬元 |
| 瑞典                       | 500  | 不得為同一僱主工作超過6個月                             | 累計修業期不超過6個月       | 不少於港幣2萬元   |
| 英国                       | 1000 | 累計工作期不得超過12個月                                | 累計修業期不超過12個月      | 不少於港幣2.2萬元 |

工作假期簽證申請人需同意投購涵蓋其在香港整段逗留期間的醫療、保健（包括住院）、遣返及責任保險。

## 不视作有效证件
- 英國國民（海外）：2021年1月31日前，英国国民（海外）护照的持有者因绝大多数都为香港永久居民而可以无限制入境和出境香港，亦可同时前往澳门。但在《港版国安法》生效后，英国政府为英國國民（海外）護照“扩权”。自2020年7月1日起，符合申請英國國民（海外）護照的香港人及其家屬，將可在英國居住、讀書或工作5年，之後可申請無限期居留，再居住12個月後可登記成英國公民[21][22]。作为反制，自2021年1月31日起，中华人民共和国中央政府、香港特区政府、澳门特区政府均不再承認英國國民（海外）護照為有效旅行證件和身份證明[23]，持有者將不可透過英国国民（海外）护照於中国大陆、香港、澳门三地出入境[24][25]。英國國民（海外）護照持有者入出上述地區，需另持憑香港特別行政區護照、香港簽證身份書、香港身分證或回港證等。[26]

## 收費
| 項目                         | 費用   |
| ---------------------------- | ------ |
| 普通簽證                     | HK$230 |
| 過境簽證                     | HK$120 |
| 更改逗留條件/延長逗留期限    | HK$230 |
| 未有規定費用的旅行證件的批註 | HK$240 |
| 一次性入境許可證             | HK$230 |
| 有效期1年的多次入境許可證    | HK$470 |
| 有效期3年的多次入境許可證    | HK$935 |
| 核實永久性居民身份證資格     | 免費   |

在中華人民共和國駐外使領館處申請的簽證費用，在使領館處簽發權限範圍內的按其收費而定，經其向香港入境處申請的除了繳付香港特區政府釐定的費用外還需繳付使領館處的相關處理費用。台灣華籍居民透過台灣的航空公司申請入境許可證可能就處理申請向申請人收取服務費用。

## 外部連結
- 香港特別行政區的旅遊簽證和進入許可規例 （页面存档备份，存于）